# Брезоевица
Брезоевица (на сръбски: Манастир Брезојевица) е манастир на Сръбската православна църква, единственият средновековен манастир в областта на горното Полимие. Намира се непосредствено под Плавското езеро в Черна гора.
Преданието свързва основаването му в периода на Неманичите, като метох на Дечани и манастира на Печката патриаршия. Манастирската черква е много интересна и донякъде уникална – липсват купол, олтар и камбанария и се ползва предимно за траурни нужди, като гробищна.